# Corridoio paneuropeo I
Il corridoio paneuropeo I è una delle dieci vie di comunicazione dell'Europa centro-orientale, relativa ad un collegamento tra la Finlandia, la Lettonia, la Lituania e la Polonia.
L'idea di sviluppare un collegamento nord-sud nei paesi baltici fu promossa fin dagli anni novanta dall'industria finlandese e dalle autorità politiche di Estonia, Lettonia e Lituania. Un accordo di massima venne già siglato nel luglio del 1996 tra i ministeri dei trasporti dei rispettivi stati e la commissione europea.
Il corridoio attraversa le città di Helsinki, Tallinn, Riga, Kaunas, Klaipėda, Varsavia, Danzica, Kaliningrad è attualmente diviso in due rami: 
- Ramo A: Helsinki, Varsavia;
- Ramo B: Riga, Kaliningrad, Danzica.